# Chadsey Lake
Chadsey Lake är en sjö i Kanada.   Den ligger i provinsen British Columbia, i den södra delen av landet, 3 500 km väster om huvudstaden Ottawa. Chadsey Lake ligger 673 meter över havet.
Trakten runt Chadsey Lake består till största delen av jordbruksmark. Runt Chadsey Lake är det ganska tätbefolkat, med 239 invånare per kvadratkilometer.